# Юзеф Пузина
Юзеф Пузина (18 квітня 1856, Новий Мартинів — 30 березня 1919, Станків) — математик, професор Львівського університету. Походив із давнього українсько-білоруського ополяченого князівського роду Пузин.

## Біографія
Народився у селі Новий Мартинів (нині — Галицького району Івано-Франківської області). Закінчив гімназію у Львові в 1875. Відтак він навчався на філософському факультеті Львівського університету (1875—1880). Здобуваючи освіту в університеті, вивчав фізику, хімію, філософію та математику, передовсім відвідував лекції професора математики Лаврентія Жмурка. Упродовж 33 років, починаючи з 1884 р., викладав математику в Львівському університеті.
У 1883—1884 навчальному році навчався у Берлінському університеті, в якому слухав лекції професорів Карла Веєрштрасса, Леопольда Кронекера та Іммануеля Фукса. Повернувшись до Львова, пройшов процес габілітації в 1885. Ю. Пузина працював приват-доцентом (1885—1889), надзвичайним професором (з 1899), звичайним професором (з 1892), керівником кафедри математики Львівського університету. Він також обіймав посади декана філософського факультету (1894—1895), ректора (1904—1905) і проректора (1906) Львівського університету.
Науковий доробок Ю. Пузини становить 22 праці. Найбільшим досягненням вченого була двотомна праця «Теорія аналітичних функцій», в якій автор зібрав найважливіші дослідження Вейєрштрасса, Коші, Рімана та інших відомих математиків, які стосуються теорії аналітичних функцій.
Помер Ю. Пузина 31 березня, 1919 в Станкові і був похований у Стрию.
Ю. Пузина вперше читав у Львові спеціальні математичні курси. З 1891 р. запровадив практичні заняття з математики. 1893 р. заснував математичний семінар, яким керував до 1918 р.
Основним напрямком наукової діяльності Ю.Пузини була теорія аналітичних функцій.
Пузина був одним з нечисленних професорів Львівського університету, в якого не було польського шовінізму стосовно студентів-українців. Він був людиною доступною для молоді, охоче займався із здібними студентами та заохочував їх до наукової праці. Професор Ю. Пузина, колишній учень геніального К. Т. В. Веєрштрасса, працював із студентами і після лекцій, пропонував їм нову літературу та різні теми для наукової роботи.
Автор двотомної монографії «Теорія аналітичних функцій».
1900-1919 рр. був власником земель і патроном церков у селах Станків та Фалиш (нині — Стрийський район Львівської области).
Ю. Пузина помер 30 березня 1919 р. у Станкові, у своєму маєтку. Похований у Стрию в могильному склепі, на якому є напис польською мовою:
Тут спочиває Юзеф — князь Подільський Пузина народився 1856 р. — помер 1919 р. Ректор Університету Львівського. Член Академії Краківської. Дідич сіл Станкова, Фалиша, Пили

## Цитати
Володимир Левицький писав в мемуарах: «Йому завдячую те знання математики, яке маю дотепер: завдяки йому пізнав я усі модерні теорії і методи, завдяки йому набрав я замилування до праці та охоти до самостійних дослідів»

## Студенти
- Володимир Левицький
- Отто Мартін Нікодим